# Nōgata
Nōgata (jap. 直方市 Nōgata-shi) – miasto w Japonii, w prefekturze Fukuoka, na wyspie Kiusiu.

## Historia
1 kwietnia 1889 roku powstało miasteczko Nōgata (w powiecie Kurate). 1 listopada 1926 roku miejscowość powiększyła się o teren wiosek Shin’nyū, Fukuchi, Ton’no (頓野村) i Shimozakai (z powiatu Kurate). 1 stycznia 1931 roku Nōgata zdobyła status miasta. 31 marca 1955 roku teren miasta powiększył się o miejscowość Ueki (z powiatu Kurate).
Najstarszy odnotowany spadek meteorytu nastąpił w Nōgata 19 maja 861 roku.

## Populacja
Zmiany w populacji Nōgaty w latach 1970–2015:
| Rok  | Populacja |
| ---- | --------- |
| 1970 | 55 615    |
| 1975 | 58 551    |
| 1980 | 62 595    |
| 1985 | 64 479    |
| 1990 | 62 530    |
| 1995 | 61 623    |
| 2000 | 59 182    |
| 2005 | 57 497    |
| 2010 | 57 686    |
| 2015 | 57 146    |